# Romanzi con Maigret protagonista
Sono in totale settantacinque i romanzi con il commissario Maigret protagonista, scritti e firmati dallo scrittore belga Georges Simenon tra il 1930 e il 1972.
Furono pubblicati per la prima volta in Francia, presso grandi editori francesi dell'epoca: Arthème Fayard, Gallimard e la nascente Presses de la Cité. Diversi furono inizialmente pubblicati come feuilleton a puntate, allegati a riviste e quotidiani, come "Paris-Soir", "Le Matin", "Police-Roman", "Le Jour", "Le Figaro". Altri ancora, specialmente dopo gli anni cinquanta apparvero anche in versioni a fumetti. Molti dei romanzi con protagonista il commissario Maigret sono diventati film per il cinema, sceneggiati o serie televisive trasmesse in diversi paesi.
In Italia i romanzi furono tutti pubblicati per la prima volta dall'editore Arnoldo Mondadori, grande amico di Simenon, in diverse collane come "Girasole", Il Giallo Mondadori e in seguito negli Oscar. A partire dal 1993 i romanzi sono stati pubblicati (a volte con titoli diversi) da Adelphi, che ne ha acquisito i diritti (insieme alle altre opere di Simenon) e sono usciti allegati in supplemento a riviste e quotidiani, come per esempio L'Unità.

## Tabella
La tabella raccoglie i dati sui romanzi, in ordine cronologico di stesura, riportando nell'ordine: il titolo originale, i titoli delle edizioni italiane, l'anno della prima pubblicazione e, se disponibili, luogo e anno in cui il romanzo è stato scritto.
La precisione di alcune date è dovuta alla catalogazione sistematica effettuata prima dalla seconda moglie di Simenon, Denyse Ouimet, poi da alcune collaboratrici e segretarie dell'autore. I manoscritti e dattiloscritti originali dei romanzi che non sono andati distrutti o venduti, sono oggi parte di collezioni private o dell'archivio del Centro di studi Georges Simenon e del Fonds Simenon dell'Università di Liegi.
| Titolo originale                          | Titoli delle edizioni in italiano                                                                                                | Prima pubblicazione   | Luogo in cui è stato scritto | Anno in cui è stato scritto         |
| ----------------------------------------- | --- | --------------------- | --- | ----------------------------------- |
| 1. Pietr-le-Letton                        | - Pietro il Lettone - Maigret e il Lettone - Pietr il lettone                                                                    | maggio 1931           | A bordo dell'Ostrogoth tra Delfzijl, Stavoren (Paesi Bassi) e Morsang-sur-Seine (Francia)                                                          | inizio inverno 1929                 |
| 2. Le charretier de "La Providence"       | - Il carrettiere della "Provvidenza" - Maigret si commuove - Il cavallante della "Providence"                                    | marzo 1931            | A bordo dell'Ostrogoth presso Morsang-sur-Seine (Francia)                                                                                          | estate 1930                         |
| 3. Monsieur Gallet, décédé                | - Il signor Gallet, defunto - Maigret e il castellano - Il defunto Signor Gallet                                                 | febbraio 1931         | A bordo dell'Ostrogoth presso Morsang-sur-Seine (Francia)                                                                                          | estate 1930                         |
| 4. Le pendu de Saint-Pholien              | - Il viaggiatore di terza classe - Maigret e il viaggiatore di terza classe - L'impiccato di Saint-Pholien                       | febbraio 1931         | Alla villa M. Gloaguen a Concarneau (Francia) | autunno 1930                        |
| 5. La tête d'un homme                     | - La testa di un uomo - Maigret e la vita di un uomo - Maigret e una vita in gioco - Una testa in gioco                          | settembre 1931        | All'Hôtel L'Aiglon di boulevard Raspail, Parigi | febbraio 1931                       |
| 6. Le chien jaune                         | - Il cane giallo - Maigret e il cane giallo                                                                                      | aprile 1931           | Al castello de la Michaudière di Guigneville, nei pressi di La Ferté-Alais (Francia)                                                               | marzo 1931                          |
| 7. La nuit du carrefour                   | - Il mistero del crocevia - Maigret e la casa delle tre vedove - Il Crocevia delle Tre Vedove                                    | giugno 1931           | Al castello de la Michaudière di Guigneville, nei pressi di La Ferté-Alais (Francia)                                                               | aprile 1931                         |
| 8. Un crime en Hollande                   | - Un delitto in Olanda - Maigret in Olanda                                                                                       | luglio 1931           | A bordo dell'Ostrogoth presso Morsang-sur-Seine (Francia)                                                                                          | maggio 1931                         |
| 9. Au Rendez-Vous des Terre-Neuvas        | - Al Convegno dei Terranova - Maigret al "Convegno dei Terranova" - Maigret al convegno dei Terranova - All'Insegna di Terranova | agosto 1931           | A bordo dell'Ostrogoth presso Morsang-sur-Seine (Francia)                                                                                          | luglio 1931                         |
| 10. La danseuse du Gai-Moulin             | - La danzatrice del "Gai-Moulin" - Maigret e la ballerina - Maigret e la ballerina del Gai-Moulin - La ballerina del Gai-Moulin  | novembre 1931         | A bordo dell'Ostrogoth presso Ouistreham (Francia)                                                                                                 | settembre 1931                      |
| 11. La guinguette à deux sous             | - L'osteria dei due soldi - Maigret e l'osteria dei due soldi - La balera da due soldi                                           | dicembre 1931         | A bordo dell'Ostrogoth presso Ouistreham (Francia)                                                                                                 | ottobre 1931                        |
| 12. L'ombre chinoise                      | - L'ombra cinese - Maigret e l'ombra cinese                                                                                      | gennaio 1932          | Alla villa Les Roches Grises di Antibes (Francia)                                                                                                  | dicembre 1931                       |
| 13. L'affaire Saint-Fiacre                | - L'affare Saint-Fiacre - Maigret e il caso Saint-Fiacre - Il caso Saint-Fiacre                                                  | febbraio 1932         | Alla villa Les Roches Grises di Antibes (Francia)                                                                                                  | gennaio 1932                        |
| 14. Chez les Flamands                     | - La casa dei fiamminghi - Maigret nella casa dei Fiamminghi - Maigret e la casa dei Fiamminghi                                  | marzo 1932            | Alla villa Les Roches Grises di Antibes (Francia)                                                                                                  | gennaio 1932                        |
| 15. Le port des brumes                    | - Il porto delle nebbie - Maigret e il porto delle nebbie                                                                        | maggio 1932           | Iniziato a bordo dell'Ostrogoth presso Ouistreham nel 1931 e concluso alla villa Les Roches Grises di Antibes (Francia)                            | febbraio 1932                       |
| 16. Le fou de Bergerac                    | - Il pazzo di Bergerac - Maigret e la moglie - Maigret e il pazzo di Bergerac                                                    | aprile 1932           | All'Hôtel de France di La Rochelle (Francia) | marzo 1932                          |
| 17. Liberty Bar                           | - Liberty Bar - Maigret al Liberty Bar                                                                                           | luglio 1932           | Alla tenuta La Richardière di Marsilly (Francia)                                                                                                   | aprile 1932                         |
| 18. L'écluse n. 1                         | - La chiusa n. 1 - Maigret e la chiusa n. 1                                                                                      | giugno 1933           | Alla tenuta La Richardière di Marsilly (Francia)                                                                                                   | aprile 1933                         |
| 19. Maigret                               | - Maigret - Maigret e il nipote ingenuo - Il nipote ingenuo                                                                      | marzo 1934            | Alla villa Les Roberts, sull'isola di Porquerolles (Francia)                                                                                       | gennaio 1934                        |
| 20. Les caves du Majestic                 | - I sotterranei del Majestic - Maigret e il sergente maggiore                                                                    | 15 ottobre 1942       | A Nieul-sur-Mer (Francia) | dicembre 1939                       |
| 21. La maison du juge                     | - Maigret e la casa del giudice - La casa del giudice                                                                            | 15 ottobre 1942       | A Nieul-sur-Mer (Francia) | gennaio 1940                        |
| 22. Cécile est morte                      | - Un'ombra su Maigret - Cécile è morta                                                                                           | 15 ottobre 1942       | Tra Nieul-sur-Mer e Fontenay-le-Comte (Francia) | dicembre 1940                       |
| 23. Signé Picpus                          | - Maigret e la chiromante - Maigret e l'affare Picpus - L'affare Picpus - Firmato Picpus                                         | 5 gennaio 1944        | Al castello de Terre-Neuve di Fontenay-le-Comte (Francia)                                                                                          | estate 1941                         |
| 24. Félicie est là                        | - La ragazza di Maigret - Félicie                                                                                                | 5 gennaio 1944        | Iniziato al castello de Terre-Neuve di Fontenay-le-Comte nel 1941 e completato alla villa Les Peupliers di La Faute-sur-Mer (Francia)              | maggio 1942                         |
| 25. L'inspecteur Cadavre                  | - Maigret e la ragazza di provincia - L'ispettore Cadavre                                                                        | 5 gennaio 1944        | Iniziato al castello de Terre-Neuve di Fontenay-le-Comte nel 1941 e completato a Saint-Mesmin (Francia)                                            | marzo 1943                          |
| 26. Maigret se fâche                      | - La collera di Maigret - La furia di Maigret                                                                                    | 22 luglio 1947        | Iniziato in rue de Turenne, Parigi e completato a Saint-Fargeau-Ponthierry (Francia)                                                               | agosto 1945                         |
| 27. Maigret à New York                    | - Maigret a Nuova York - Maigret a New York                                                                                      | 25 luglio 1947        | A Sainte-Marguerite, Québec (Canada) | dal 27 febbraio al 7 marzo 1946     |
| 28. Les vacances de Maigret               | - Le vacanze di Maigret | 14 giugno 1948        | A Tucson, Arizona (Stati Uniti d'America) | dall'11 al 20 novembre 1947         |
| 29. Maigret et son mort                   | - Ben tornato, Maigret - Il morto di Maigret                                                                                     | maggio 1948           | A Tucson, Arizona (Stati Uniti d'America) | dall'8 al 17 dicembre 1947          |
| 30. La première enquête de Maigret (1913) | - La prima inchiesta di Maigret                                                                                                  | 15 febbraio 1949      | Alla tenuta Stud Barn di Tumacàcori, un'antica riserva indiana, ora parco storico naturale nei dintorni di Tucson, Arizona (Stati Uniti d'America) | dal 22 al 30 settembre 1948         |
| 31. Mon ami Maigret                       | - Il mio amico Maigret | 10 giugno 1949        | Alla tenuta Stud Barn di Tumacàcori, un'antica riserva indiana, ora parco storico naturale nei dintorni di Tucson, Arizona (Stati Uniti d'America) | dal 24 gennaio al 2 febbraio 1949   |
| 32. Maigret chez le coroner               | - Maigret dal giudice - Maigret va dal coroner                                                                                   | 31 ottobre 1949       | A Tucson, Arizona (Stati Uniti d'America) | dal 21 al 30 luglio 1949            |
| 33. Maigret et la vieille dame            | - Maigret e la vecchia signora                                                                                                   | 28 febbraio 1950      | A Carmel-by-the-Sea, California (Stati Uniti d'America)                                                                                            | dal 29 novembre all'8 dicembre 1949 |
| 34. L'amie de Madame Maigret              | - L'amica della signora Maigret                                                                                                  | 31 maggio 1950        | A Carmel-by-the-Sea, California (Stati Uniti d'America)                                                                                            | dal 13 al 22 dicembre 1949          |
| 35. Les Mémoires de Maigret               | - Le memorie di Maigret | gennaio 1951          | Alla tenuta Shadow Rock Farm di Lakeville, Connecticut (Stati Uniti d'America)                                                                     | dal 19 al 27 settembre 1950         |
| 36. Maigret au Picratt's                  | - Maigret al night-club - Maigret al Picratt's                                                                                   | aprile 1951           | Alla tenuta Shadow Rock Farm di Lakeville, Connecticut (Stati Uniti d'America)                                                                     | dal 30 novembre all'8 dicembre 1950 |
| 37. Maigret en meublé                     | - Maigret e l'affittacamere | luglio 1951           | Alla tenuta Shadow Rock Farm di Lakeville, Connecticut (Stati Uniti d'America)                                                                     | dal 14 al 21 febbraio 1951          |
| 38. Maigret et la grande perche           | - Maigret e la spilungona - Maigret e la Stangona                                                                                | ottobre 1951          | Alla tenuta Shadow Rock Farm di Lakeville, Connecticut (Stati Uniti d'America)                                                                     | dal 1° all'8 maggio 1951            |
| 39. Maigret, Lognon et les gangsters      | - Maigret e i gangsters - Maigret e l'ispettore Lognon - Maigret, Lognon e i gangsters                                           | febbraio 1952         | Alla tenuta Shadow Rock Farm di Lakeville, Connecticut (Stati Uniti d'America)                                                                     | dal 1° all'8 ottobre 1951           |
| 40. Le revolver de Maigret                | - La rivoltella di Maigret | settembre 1952        | Alla tenuta Shadow Rock Farm di Lakeville, Connecticut (Stati Uniti d'America)                                                                     | dal 12 al 20 giugno 1952            |
| 41. Maigret et l'homme du banc            | - Le due pipe di Maigret - Maigret e l'uomo della panchina                                                                       | gennaio 1953          | Alla tenuta Shadow Rock Farm di Lakeville, Connecticut (Stati Uniti d'America)                                                                     | dall'11 al 19 settembre 1952        |
| 42. Maigret a peur                        | - Maigret ha paura | 3 luglio 1953         | Alla tenuta Shadow Rock Farm di Lakeville, Connecticut (Stati Uniti d'America)                                                                     | dal 20 al 27 marzo 1953             |
| 43. Maigret se trompe                     | - Maigret si sbaglia | 16 novembre 1953      | Alla tenuta Shadow Rock Farm di Lakeville, Connecticut (Stati Uniti d'America)                                                                     | dal 24 al 31 agosto 1953            |
| 44. Maigret à l'école                     | - Maigret ha un dubbio - Maigret a scuola                                                                                        | 13 marzo 1954         | Alla tenuta Shadow Rock Farm di Lakeville, Connecticut (Stati Uniti d'America)                                                                     | dal 1° all'8 dicembre 1953          |
| 45. Maigret et la jeune morte             | - Maigret e la giovane morta - Maigret e la ragazza morta                                                                        | 11 giugno 1954        | Alla tenuta Shadow Rock Farm di Lakeville, Connecticut (Stati Uniti d'America)                                                                     | dall'11 al 18 gennaio 1954          |
| 46. Maigret chez le ministre              | - Maigret è solo - Maigret e il ministro                                                                                         | estate 1954           | Alla tenuta Shadow Rock Farm di Lakeville, Connecticut (Stati Uniti d'America)                                                                     | dal 16 al 23 agosto 1954            |
| 47. Maigret et le corps sans tête         | - Maigret e il corpo senza testa - Il corpo senza testa                                                                          | 1955                  | Alla tenuta Shadow Rock Farm di Lakeville, Connecticut (Stati Uniti d'America)                                                                     | gennaio 1955                        |
| 48. Maigret tend un piège                 | - La trappola di Maigret | 20 ottobre 1955       | Alla villa La Gatounière di Mougins (Francia) | dal 5 al 12 luglio 1955             |
| 49. Un échec de Maigret                   | - Uno scacco di Maigret - Scacco a Maigret - Maigret prende un granchio                                                          | 12 settembre 1956     | Alla villa Golden Gate di Cannes (Francia) | dal 26 febbraio al 4 marzo 1956     |
| 50. Maigret s'amuse                       | - Maigret si diverte | 11 marzo 1957         | Alla villa Golden Gate di Cannes (Francia) | dal 6 al 13 settembre 1956          |
| 51. Maigret voyage                        | - Maigret viaggia - Maigret si mette in viaggio                                                                                  | 2 dicembre 1957       | A Noland (Svizzera) | dal 10 al 17 agosto 1957            |
| 52. Les scrupules de Maigret              | - Gli scrupoli di Maigret | 25 giugno 1958        | A Noland (Svizzera) | dal 9 al 16 dicembre 1957           |
| 53. Maigret et les témoins récalcitrants  | - Maigret e i testimoni recalcitranti - Maigret e i testimoni reticenti - I testimoni reticenti                                  | marzo 1959            | A Noland (Svizzera) | dal 16 al 23 ottobre 1958           |
| 54. Une confidence de Maigret             | - Una confidenza di Maigret - Maigret si confida                                                                                 | settembre 1959        | A Noland (Svizzera) | dal 26 aprile al 3 maggio 1959      |
| 55. Maigret aux Assises                   | - Maigret alle Assise - Maigret in Corte d'Assise                                                                                | maggio 1960           | A Noland (Svizzera) | dal 17 al 23 novembre 1959          |
| 56. Maigret et les vieillards             | - Maigret e gli aristocratici - Maigret e i vecchi signori                                                                       | novembre 1960         | A Noland (Svizzera) | dal 15 al 21 giugno 1960            |
| 57. Maigret et le voleur paresseux        | - Maigret e il ladro pigro - Maigret e il ladro indolente                                                                        | novembre 1961         | A Noland (Svizzera) | dal 17 al 23 gennaio 1961           |
| 58. Maigret et les braves gens            | - Maigret e la famiglia felice - Maigret e le persone perbene                                                                    | aprile 1962           | A Noland (Svizzera) | dal 5 all'11 settembre 1961         |
| 59. Maigret et le client du samedi        | - Maigret e il cliente del sabato                                                                                                | novembre 1962         | A Noland (Svizzera) | dal 21 al 27 febbraio 1962          |
| 60. Maigret et le clochard                | - Maigret e il vagabondo - Maigret e il barbone                                                                                  | primo trimestre 1963  | A Noland (Svizzera) | dal 26 aprile al 2 maggio 1962      |
| 61. La colère de Maigret                  | - Maigret e l'affare strip-tease - Maigret perde le staffe                                                                       | quarto trimestre 1963 | A Noland (Svizzera) | dal 13 al 19 giugno 1962            |
| 62. Maigret et le fantôme                 | - Maigret e il fantasma | luglio 1964           | A Noland (Svizzera) | dal 17 al 23 giugno 1963            |
| 63. Maigret se défend                     | - Maigret sotto inchiesta - Maigret si difende                                                                                   | novembre 1964         | A Épalinges (Svizzera) | dal 21 al 28 luglio 1964            |
| 64. La patience de Maigret                | - La pazienza di Maigret | 15 novembre 1965      | A Épalinges (Svizzera) | dal 25 febbraio al 9 marzo 1965     |
| 65. Maigret et l'affaire Nahour           | - Maigret e il libanese - Maigret e il caso Nahour                                                                               | 10 dicembre 1966      | A Épalinges (Svizzera) | dal 2 all'8 febbraio 1966           |
| 66. Le voleur de Maigret                  | - Maigret e il ladro - Il ladro di Maigret                                                                                       | aprile 1967           | A Épalinges (Svizzera) | dal 5 all'11 novembre 1966          |
| 67. Maigret à Vichy                       | - Maigret a Vichy | 19 gennaio 1968       | A Épalinges (Svizzera) | dal 5 all'11 settembre 1967         |
| 68. Maigret hésite                        | - Maigret esita - Maigret è prudente                                                                                             | 1968                  | A Épalinges (Svizzera) | dal 24 al 30 gennaio 1968           |
| 69. L'ami d'enfance de Maigret            | - L'amico d'infanzia di Maigret                                                                                                  | 4 novembre 1968       | A Épalinges (Svizzera) | dal 18 al 24 giugno 1968            |
| 70. Maigret et le tueur                   | - Maigret e il capellone imprudente - Maigret e l'omicida di rue Popincourt                                                      | 30 ottobre 1969       | A Épalinges (Svizzera) | dal 15 al 21 aprile 1969            |
| 71. Maigret et le marchand de vin         | - Maigret e il commerciante di vini - Maigret e il produttore di vino                                                            | 27 febbraio 1970      | A Épalinges (Svizzera) | dal 23 al 29 settembre 1969         |
| 72. La folle de Maigret                   | - Maigret e la vecchia pazza - La pazza di Maigret                                                                               | 5 novembre 1970       | A Épalinges (Svizzera) | dal 1° al 7 maggio 1970             |
| 73. Maigret et l'homme tout seul          | - Maigret e l'uomo solo - Maigret e l'uomo solitario                                                                             | 10 maggio 1971        | A Épalinges (Svizzera) | dal 1° al 7 febbraio 1971           |
| 74. Maigret et l'indicateur               | - Maigret e l'informatore | 30 ottobre 1971       | A Épalinges (Svizzera) | dal 5 all'11 giugno 1971            |
| 75. Maigret et Monsieur Charles           | - Maigret e il signor Charles | 20 luglio 1972        | A Épalinges (Svizzera) | dal 5 all'11 febbraio 1972          |